# DF-224

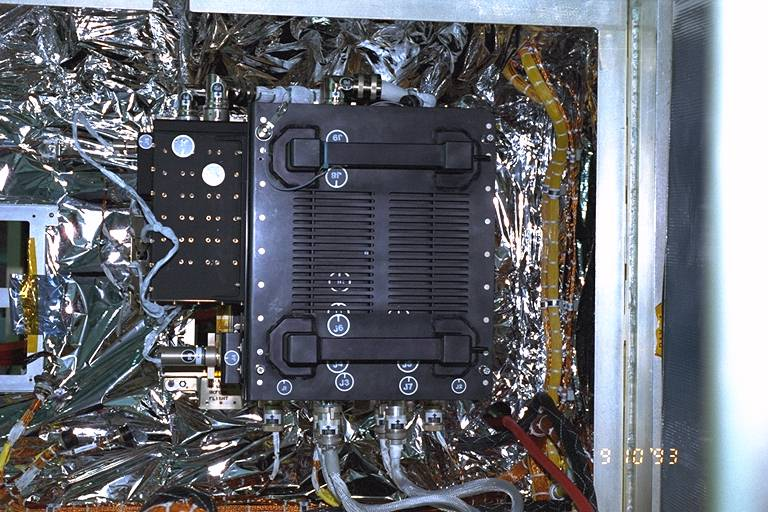
哈伯望遠鏡的DF-224

DF-224是一款1980年代发展的适用于太空任務的電腦，開發者為洛克威爾公司的自動化部門。如許多用於太空任務的電腦一样，该電腦有许多冗餘設計。例如它有三個中央處理器（CPU），一個投入使用，另兩個備用。其主要的記憶體包含六個記憶體單元，每個記憶體單元都由大小為8K的24位元字節磁鍍線存儲器組成，故其記憶體總大小為48K。這款電腦一次最多能使用四個記憶體單元，因此可用的記憶體總大小為32K；然而在哈伯望遠鏡等部分實際應用中，實際使用的存儲體較少以容許柔性降級。此外，這款電腦有三個I/O處理器，一個投入使用，另兩個備用；而在電源供應方面，這款電腦有六個轉換器，這些轉換器的功能範圍彼此重疊。這款電腦的處理器使用格式為二補數的定點數運算。
跟後來的電腦相比，DF-224顯得笨重且緩慢，其體積大約為45（18英寸）×45（18英寸）×30（12英寸），其重量大約為50（110英磅）；而其時脈速度大約為1.25MHz。
哈伯望遠鏡上的DF-224，其功能在維護任務1（SM1）中以386共同處理器增強，:1–7這使其時脈速度增加到16MHz；:fig 7-3而在隨後的哈伯望遠鏡3A任務中，其帶有共同處理器的DF-224被以一個裝有Intel i486且更多存處空間的先進電腦取代。:1–7
DF-224曾被列為太空梭電腦系統的候選，但最後未中選；此電腦也曾用做可與太空梭使用的愛琴娜火箭可回收上段火箭的電腦系統的基礎，但最後也未投入建造。